# Jakob Schroer
Jakob Schroer (* 18. März 1879 in Rheinkamp; † 3. März 1953 ebenda) war ein deutscher Unternehmer, Kommunalpolitiker und ehrenamtlicher Landrat (CDU).

## Leben und Beruf
Nach dem Schulbesuch absolvierte er eine landwirtschaftliche Ausbildung und war als Landwirt tätig. Schroer war Gutsbesitzer und Miteigentümer einer Kornbrennerei und Likörfabrik. Er war verheiratet und hatte zwei Kinder.
Mitglied des Kreistages des ehemaligen Landkreises Moers war er von 1912 bis 1933 und vom 28. Januar 1946 bis zum 9. November 1951. Vom 28. Januar 1946 bis zum 4. November 1946 war er Landrat des Landkreises. Ferner war er ab 1905 bis 1993 Mitglied des Gemeinderates von Repelen-Baerl bzw. Rheinkamp und von 1920 bis 1930 Mitglied des Rheinischen-Provinziallandtages für die DNVP.
Am 24. Dezember 1952 ehrte die Stadt Rheinkamp Schroer mit dem Ehrenbürgerbrief wegen seines selbstlosen Einsatzes nach dem Ersten Weltkrieg für die unter Besatzung und wirtschaftlicher Not leidenden Menschen. In Rheinkamp wurde die Jakob-Schroer-Straße nach ihm benannt. Die Straße liegt nach der Gebietsreform in Duisburg und Moers.